# Salem (condado de Kenosha, Wisconsin)
Salem es un pueblo ubicado en el condado de Kenosha en el estado estadounidense de Wisconsin. En el Censo de 2010 tenía una población de 12.067 habitantes y una densidad poblacional de 145,83 personas por km².

## Geografía
Salem se encuentra ubicado en las coordenadas 42°32′4″N 88°7′27″O / 42.53444, -88.12417. Según la Oficina del Censo de los Estados Unidos, Salem tiene una superficie total de 82.74 km², de la cual 75.58 km² corresponden a tierra firme y (8.65%) 7.16 km² es agua.

## Demografía
Según el censo de 2010, había 12.067 personas residiendo en Salem. La densidad de población era de 145,83 hab./km². De los 12.067 habitantes, Salem estaba compuesto por el 95.86% blancos, el 0.58% eran afroamericanos, el 0.45% eran amerindios, el 0.52% eran asiáticos, el 0.02% eran isleños del Pacífico, el 1.46% eran de otras razas y el 1.11% pertenecían a dos o más razas. Del total de la población el 4.49% eran hispanos o latinos de cualquier raza.